# Treponema
Treponema é um gênero de bactérias gram-negativas da família Spirochaetaceae.

## Espécies
- Treponema pallidum
- Treponema denticola
- Treponema carateum
- Treponema paraluiscuniculi
- Treponema pertenue
- Treponema vincentii